# Munkeskæg
Munkeskæg, også kaldet italiensk sodaurt, (Salsola soda) er en sukkulent plante i sodaurtslægten under amarant-familien. Den bliver dyrket flere steder i Italien, hvor man får den serveret som salat. Smagen er salt og lidt bitter. Planten har været brugt til at afsalte jorde, som er blevet udyrkelige på grund af et højt saltindhold. Desuden har man brugt asken fra disse planter til udvinding af potaske

## Beskrivelse
Munkeskæg er en enårig, urteagtig og sukkulent plante med en busket vækst. Stænglerne er rødlige eller lysegrønne og hårløse. Bladene er modsat stillede, linjeformede eller trådagtige. Blomstringen foregår i april-maj, hvor man finder de bittesmå blomster i klynger ved bladenes fæster på stænglerne. De enkelte blomster er 5-tallige og regelmæssige med sammenvoksede, papirtynde, hvide til lysegrønne bæger- og kronblade. Frugterne er små nødder.

## Voksested
Arten har sin naturlige udbredelse i landene omkring Middelhavet. Den foretrækker lysåbne og tørre voksesteder ved havet eller i saltholdig jord. Marathonsletten er et lavliggende, kystnært område, som er sammensat af strand, klitter og lave klipper. En del af sletten rummer Schinias Nationalparken (græsk: Εθνικό Πάρκο Σχινιά Μαραθώνα = Ethnikó Párko Schiniá Marathóna dvs. ”Nationalparken Schinias Marathon”) hvor jordbunden er tør og stærkt præget af salt. Her findes arten vildtvoksende sammen med bl.a. Asparagus aphyllus (en art af asparges), Asphodelus ramosus (en art af affodil), almindelig fennikel, asfaltkløver, cikorie, fodervikke, gul kløver, indisk stenkløver, kapers, Limonium virgatum (en art af hindebæger), Linum bienne (en art af hør), løgkortlæbe, Ononis diffusa (en art af krageklo), romersk nælde, sandslangehoved, seglsneglebælg, skæghavre, Tamarix hampeana og Tamarix minoa (arter af tamarisk) samt Tripolium pannonicum (en art af asters)

## Galleri
|  |  |  |
|  |  |  |